# Cantone di Gonzalo Pizarro
Il cantone di Gonzalo Pizarro è un cantone dell'Ecuador che si trova nella provincia di Sucumbíos.
Il capoluogo del cantone è Lumbaqui.